# Wuda

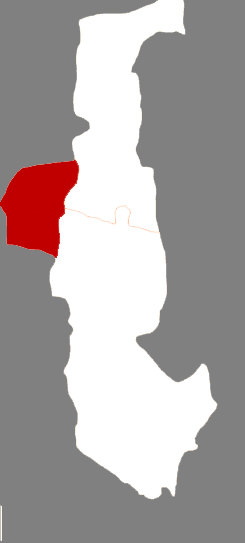
Lage Wudas in Wuhai

Der Stadtbezirk Wuda (chinesisch 乌达区, Pinyin Wūdá Qū; mongolisch ᠤᠳᠠ ᠲᠣᠭᠣᠷᠢᠭ Uda toɣoriɣ) ist ein Stadtbezirk der bezirksfreien Stadt Wuhai im Autonomen Gebiet Innere Mongolei der Volksrepublik China. Er hat eine Fläche von 220 km² und zählt ca. 130.000 Einwohner. Wuda gliedert sich in sieben Straßenviertel und eine Großgemeinde.
2012 wurden in Wuda die Fossilien eines 298 Millionen Jahre alten Waldes gefunden. Als sich der Kontinent Pangäa bildete, verschwand das etwa 20 Quadratkilometer große Waldstück unter einer riesigen Schicht Vulkanasche und ist heute außergewöhnlich gut erhalten.